# جبل اللوز
جبل اللوز هو جبل ضخم يقع في الشمال الغربي من المملكة العربية السعودية ضمن منطقة تبوك على بعد حوالي 200 كم شمال غرب مدينة تبوك. يبلغ ارتفاعه 2549 مترًا فوق سطح البحر ويعتبر من أعلى السلاسل الجبلية في جبال حسمى التي تعد امتدادًا لجبال السروات من غرب تبوك حتى وادي رم في الأردن. سمي الجبل بهذا الاسم لوجود شجر اللوز فيه قديما. تنتشر في المنطقة رسوم صخرية يرجع تاريخها إلى حوالي 10.000 سنة قبل الميلاد، بالإضافة إلى نقوش قديمة وكتابات إسلامية. ازدهرت المنطقة تجاريًا بسبب موقعها الجغرافي المتميز خاصة خلال الفترة النبطية في القرنين الأول والثاني قبل الميلاد، مما يؤيد نظرية الاستيطان العربي القديم في المنطقة. ونظرًا بارتفاع الجبل، تتساقط عليه الثلوج في فصل الشتاء وأحيانًا في فصل الربيع في حابة انخفاض درجات الحرارة.

## الجبل والمسح الأثري
قامت وكالة الآثار والمتاحف بمسح منطقة الجبل وما يحيط به من مواقع أثرية وتمييز المنشآت البنائية وأنصاف دوائر حجرية، ودوائر حجرية كبيرة الحجم، ومواقع رسوم صخرية، وبعض المواقع والتلال التي تعود إلى ما قبل التاريخ.
كشفت نتائج التنقيب عن مبنى حجري يوجد في أعلى الجبل يتكون من سبعة أجزاء من أحجار الغرانيت مختلفة الأحجام. يتخذ المبنى المكتشف شكل حرف L بزاوية منفرجة متجهة نحو الغرب، وتتكون أجزاء المبنى من أربع غرف متجاورة أمامها ساحة مفتوحة، ويتصل بهذه الغرف من الجهة الجنوبية الشرقية مبنى أو ممر طويل يحاذي أحد الغرف. وقد قامت أعمال التنقيب على رفع كامل الأحجار المتساقطة وعمل مجسات اختبارية في كل غرفة للوصول إلى أراضي جديدة، وقد تم العثور على كسر فخارية وفحم ورماد وعظام في المجسات، وقد تعددت أنماط الكسر الفخارية مثل:
- النمط الأول: فخار مصنوع من عجينة حمراء تميل إلى اللون الوردي المختلط فيه حبيبات بيضاء ومطلية من الداخل والخارج بطلاء بني.
- النمط الثاني: فخار مصنوع من عجينة حمراء، وزخرفت باللون البني الغامق والأحمر، وصُقلت من الداخل والخارج.
- النمط الثالث: فخار مصنوع من عجينة حمراء، وزخرفت باللون البني الغامق والأحمر، أو الجز.
- النمط الرابع: فخار مصنوع من عجينة رمادية اللون، ومزخرفة بالجز.
- النمط الخامس: فخار خشن مصنوع من عجينة خضراء اللون، وتختلط به شوائب.
- النمط السادس: فخار مصنوع من عجينة برتقالية اللون، وتختلط به حبيبات بيضاء وحمراء.
- النمط السابع: فخار مصنوع من عجينة بنية اللون، وتحتوي نسبة قليلة من الشوائب، وجميع فخار هذا الأنماط مصنوع بواسطة الدولاب.[3]

## جبل الطور
في المناقشات حول موقع جبل سيناء التوراتي، هناك نظرية تقول بأنه يقع في جبل اللوز من قبل بعض المؤرخين مثل بوب كورنوك ورون وايت ولينارت مولر كما هو موضح في خرائط محلية وإقليمية. رفض علماء آخرون مثل جيمس كارل هوفماير (أستاذ العهد القديم)، وغوردون فرانز هذا التعريف، مؤكدين ان جبل الطور يقع في سيناء.
تم وصف بقايا الأعمدة والحواف في الموقع على أنها "تشبه الصخور الصخرية ذات الاستخدام غير المؤكد والتاريخ غير المؤكد في كثير من الأحيان التي تم العثور عليها في مواقع أخرى في جميع أنحاء شمال وغرب شبه الجزيرة العربية.

## انظر ايضاً
- منطقة تبوك
- جبل أجا وسلمى
- جبل طويق